# Perityle bisetosa
Perityle bisetosa là một loài thực vật có hoa trong họ Cúc. Loài này được (Torr. ex A.Gray) Shinners mô tả khoa học đầu tiên năm 1959.